# Ignacio Barandiarán Maestu
Ignacio Barandiarán Maestu (Sant Sebastià, 14 de novembre de 1937) és un historiador basc, especialista en prehistòria i història antiga.

## Biografia
Després d'estudiar la carrera de Geografia i Història a Saragossa, es decanta per la prehistòria. Es va graduar a la Universitat de Saragossa el 1964, i a continuació es va incorporar al seu grup docent. El 1967 aconsegueix el doctorat. Des d'aleshores, participa en totes les reunions i congressos nacionals sobre antiguitat obtenint diverses borses de viatge de la Universitat Internacional de ciències prehistòriques i protohistòriques i de la UNESCO, per efectuar estudis arqueològics a Europa meridional i central. El 1968 és nomenat director del departament d'història antiga de la Universitat de Saragossa.
Ha impartit classes a la Universitat de La Laguna, a Tenerife, com a catedràtic d'Arqueologia, Epigrafia i Numismàtica. Més tard s'incorpora a la Universitat de Cantàbria, fins que el 1980 passa a formar part de la recentment inaugurada Facultat de Vitòria de la Universitat del País Basc (EHU), de la qual ha continuat formant part fins a la seva jubilació. Allà ha exercit com a catedràtic de Prehistòria i ha estat especialista en el Paleolític i el Mesolític, arribant a dirigir un destacat nombre d'excavacions de gran importància. Entre 1980 i 1982 es va convertir en el President de la Comissió Nacional d'Art rupestre del Ministeri de Cultura espanyol, i el President de la Comissió d'Arqueologia del Consell navarrès de Cultura. A més, és autor de nombroses publicacions i intervencions en actes científics. És membre de diverses societats prehistòriques tant estrangeres com peninsulars.

## Reconeixements
Barandiaran és "Premi Euskadi d'Investigació" (2007), concedit pel Departament d'Educació, Universitats i Investigació del Govern Basc, i també, Degà dels catedràtics de Prehistòria d'Espanya. Actualment és catedràtic emèrit de la Universitat del País Basc.

## Publicacions[3]
- Paleomesolítico del Pirineo Occidental (1967)
- Avance al estudio de las cuevas de la Hoz y los Casares, con A Beltrán (1968)
- Paleolítico y mesolítico en la provincia de Guipúzcoa, en "Cesaraugusta" (1964)
- Monedas romanas en Solacueva (Jocano, Alava), en "Sancho el Sabio" (1964)
- L'art rupestre paléolithique des Provinces Basques, en el "Boletín de la Soc. Prehist. de Ariége" (1966)
- Aportación al conocimiento del magdaleniense final en la Costa Cantábrica, en "actas del C. A. N." (1968)
- Sondeo estratigráfico en la Pamplona romana, "Noticiario Arqueológico Hisp." (1966)
- Tres estelas funerarias del territorio de los vascones (1968)